# Тит Статилий Тавр (консул 44 года)
Тит Статилий Тавр (лат. Titus Statilius Taurus) — политический деятель эпохи ранней Римской империи.
Его отцом был консул 11 года Тит Статилий Тавр, а матерью Валерия Мессалина. В 44 году Тит занимал должность ординарного консула вместе с Гаем Саллюстием Криспом Пассиеном. В 52—53 годах Тавр находился на посту проконсула провинции Африка. 
По возвращении из провинции он был обвинен своим бывшим легатом, служившим под его началом в Африке, Тарквитием Приском в вымогательстве и сношениях с магами, что, по всей видимости, было клеветой. Приск действовал по желанию Агриппины Младшей, супруги императора Клавдия, которая хотела присвоить себе сады Тавра. Не дожидаясь приговора сената, Тавр покончил жизнь самоубийством. Тем не менее, Приск был исключён из сената.
Дочерью Тавра была жена императора Нерона Статилия Мессалина.